# Benjamin Helstad
Benjamin Helstad, es un actor y músico noruego conocido por haber interpretado a Erling en la película Kongen av Bastøy.

## Biografía
Se entrenó en el "Norwegian Academy of Performing Arts".

## Carrera
Forma parte del grupo de rock noruego "Yoga Fire" junto a Jonas Forsang Moksnes, Aslak Hartberg y Sveinung Eide.
Ha doblado varias películas animadas estadounidenses entre ellas Jungle Cubs y A Bug's Life, así como series animadas como Fillmore!.
En 2010 se unió al elenco de la película Kongen av Bastøy (en inglés: "King of Devil's Island") donde interpretó al joven Erling, quien luego de llegar a la cárcel de Bastøy debe enfrentarse al fuerte invierno, a los malos tratos del personal y al desagradable Bråthen.
En el 2015 se unió al elenco principal de la miniserie Kampen om tungtvannet (en inglés: "The Heavy Water War") donde dio vida a Jens-Anton Poulsson, un oficial del ejército noruego y miembro de la resistencia durante la Segunda Guerra Mundial. La miniserie cuenta la historia real de los actos de sabotaje contra la planta de producción de agua pesada de la compañía "Norsk Hydro" en Rjukan en el centro de Noruega durante la Segunda Guerra Mundial. En la miniserie compartió créditos con los actores Tobias Santelmann, Christian Rubeck, Espen Klouman Høiner, Eirik Evjen, Mads Sjøgård Pettersen, Torstein Bjørklund y Christoph Bach.

## Filmografía

### Series de televisión
| Año  | Título                | Personaje           | Notas                   |
| ---- | --------------------- | ------------------- | ----------------------- |
| 2015 | Kampen om tungtvannet | Jens-Anton Poulsson | 6 episodios - miniserie |
| 2014 | Det tredje øyet       | Espen Svendsen      | episodio # 1.4          |

### Películas
| Año  | Título                | Personaje     | Notas |
| ---- | --------------------- | ------------- | --- |
| 2016 | Birkebeinerne         | King          | junto a Åsmund Brede Eike, Elg Elgesem, Pål Sverre Hagen, Thorbjørn Harr, Kristofer Hivju y Nikolaj Lie Kaas |
| 2016 | Cave                  | Viktor        | junto a Heidi Toini, Mads Sjøgård Pettersen y Ingar Helge Gimle                                              |
| 2014 | Permafrost            | Hans Petter   | junto a Hege Aga Edelsteen, Nicholas Hope y Maryon Eilertsen                                                 |
| 2010 | Kongen av Bastøy      | Erling "C-19" | junto a Stellan Skarsgård, Trond Nilssen y Kristoffer Joner                                                  |
| 1996 | Jakten på nyresteinen | Globule       | junto a Torbjörn T. Jensen, Jenny Skavlan y Terje Strømdahl                                                  |

## Premios y nominaciones
| Año  | Categoría  | Premio       | Películas        | Resultado |
| ---- | ---------- | ------------ | ---------------- | --------- |
| 2011 | Best Actor | Amanda Award | Kongen av Bastøy | Nominado  |